# Aspirationele leeftijd
De aspirationele leeftijd is de leeftijd die mensen graag zouden willen zijn.  Deze leeftijd is sterk cultureel bepaald. Marketeers maken gebruik van deze kennis door bij hun reclames vooral gebruik te maken van modellen in de aspirationele leeftijdscategorie, zelfs als de feitelijke doelgroep substantieel ouder is dan deze leeftijd.
Het wordt wel gesuggereerd dat de aspirationele leeftijd in het westen rond de 18 tot 21 jaar ligt, een periode tussen de kindertijd en volwassenheid in.  Deze leeftijd kan echter per doelgroep en omgeving verschillen.
Voor marketeers is het daarom belangrijk niet alleen te weten hoe de doelgroep eruitziet, maar ook hoe de doelgroep zichzelf graag ziet.